# Włodzimierz Hodys
Włodzimierz Hodys (ur. 19 lutego 1905 w Bratkowcach, zm. 28 lutego 1987 w Paryżu) – polski historyk sztuki, pedagog, animator kultury.

## Życiorys
Urodził się 19 lutego 1905 jako syn Gabriela i Heleny z Motylewskich. Studiował historię sztuki, germanistykę i filologię klasyczną na lwowskim Uniwersytecie Jana Kazimierza, a także w Pradze i Wiedniu. W czerwcu 1939 uzyskał stopień doktora nauk humanistycznych na podstawie pracy „Drogi i pozostałości romańskiej architektury na ziemiach wschodniosłowiańskich”, napisanej pod kierunkiem profesorów Edmunda Bulandy i Władysława Podlachy. W czasie okupacji przebywał we Lwowie, po wojnie osiadł w Krakowie. Był pierwszym dyrektorem Państwowego Liceum Sztuk Plastycznych w Krakowie, od stycznia 1946 do 1955. W latach 50. pisał w krakowskim czasopiśmie literacko-artystycznym „Zebra”. Był jednym z inicjatorów powstania kabaretu „Piwnicy pod Baranami”, inspirowanego podobnymi miejscami w Paryżu. Wykładał w Akademii Sztuk Pięknych, gdzie kierował katedrą historii sztuki aż do przejścia na emeryturę w 1971. Był popularyzatorem sztuki, jego „Studium wiedzy o sztuce” w Krakowskim Domu Kultury, w Pałacu „Pod Baranami”, przyciągało tłumy słuchaczy. W późniejszych latach był wykładowcą w prawie wszystkich uczelniach krakowskich, m.in. w Państwowej Wyższej Szkole Teatralnej, Akademii Muzycznej, Akademii Ekonomicznej oraz gościnnie w Akademii Medycznej i Akademii Górniczo-Hutniczej. W latach 80. przebywał we Francji, gdzie osiadł w Sarcelles k. Paryża, w siedzibie emigracyjnego Towarzystwa Naukowego im. Szewczenki. Poświęcił się tam pracy naukowej, będąc konsultantem naukowym i redaktorem haseł z dziedziny architektury cerkiewnej, historii Łemków i sztuki ukraińskiej do Encyklopedii Ukrainoznawstwa pod redakcją prof.  Włodymyra Kubijowycza i encyklopedycznych wydawnictw Larousse’a.
W dokumentach zgromadzonych przez Instytut Pamięci Narodowej figuruje jako tajny współpracownik Służby Bezpieczeństwa PRL pod pseudonimem „Mikołaj”.
Zmarł 28 lutego 1987 w wieku 82 lat. Został pochowany na cmentarzu Rakowickim w Krakowie (kwatera: XCVI, rząd: 12, miejsce: 16).

## Odznaczenia
- Złoty Krzyż Zasługi (1951)[8]
- Nagroda Miasta Krakowa (1967)